# Buitencommando
De termen buitencommando en nevenkamp worden gebruikt door historici die het complexe systeem van de gevangenissen in nazi-Duitsland onderzoeken. Elk nevenkamp of buitencommando was administratief ondergeschikt aan een concentratiekamp dat door de SS geleid werd. Het kaartsysteem van de gevangenen en het overlijdensregister werden in het concentratiekamp bijgehouden, ook de SS-bewakers kwamen daarvandaan. 

## Ontstaan van de term
In de concentratiekampen moesten de gevangenen dwangarbeid verrichten. Het werk kon ook zinloos zijn, pesterig of zonder enig economisch nut. De SS noemde de werktroepen naar voorbeeld van het militaire spraakgebruik Arbeitskommando (werkcommando) of kortweg Kommando. De latere geschiedkundige boeken introduceerden de termen buitenkamp en nevenkamp, en bedoelden daarmee de grotere buitencommando's die in kampen buiten de concentratiekampen waren ondergebracht.

## Concentratiekampcommando's
In het concentratiekamp Dachau bijvoorbeeld was vanaf 1940 een crematoriumcommando. Deze groep gevangenen was apart ondergebracht. Ze mochten geen contact met andere gevangenen hebben. De SS wilde vermijden dat het aantal doden onder de kampbewoners bekend werd en onrust en opstanden zou veroorzaken, in het nationaalsocialistische spraakgebruik als muiterij betiteld. 

## Buitencommando's
Dachau, het prototype voor latere concentratiekampen, was ruimtelijk al geenszins beperkt tot het eigenlijke kamp. Bij de commando's die binnen het kamp zelf moesten werken, kwamen al spoedig mobiele commando's die buiten het kamp ingezet werden, zoals het commando groentetuin en de commando's die turf moesten steken. Commando's die in de bouw werkten, hadden Kapo's als opzichter. De SS liet straten, sloten, kazernes en SS-recreatiewoningen bouwen. In de oorlogsjaren kwamen daar buitencommando's bij die ingedeeld werden bij het opruimen na bombardementen in de steden.
Ook voor privédoeleinden van nazikopstukken werden concentratiekampgevangenen ingezet. Voor Oswald Pohls landhuis Brüningsau, voor Himmlers jachthuis en voor het landhuis van Hans Loritz, de commandant van Dachau. Ook Eleonore Baur, lid van de bloedorde en persoonlijke vriendin van Hitler, kreeg een eigen commando toebedeeld. 
De indeling in een licht of lichamelijk zwaar commando beïnvloedde de overlevingskansen van de gevangenen. Een commando binnen een gebouw was voor hen beter te verdragen dan commando's die in de winter in de vrieskou onder de blote hemel moesten werken. 
Veel werkcommando's bestonden maar enkele weken of maanden en de bezetting wisselde.

## Buitenkampen

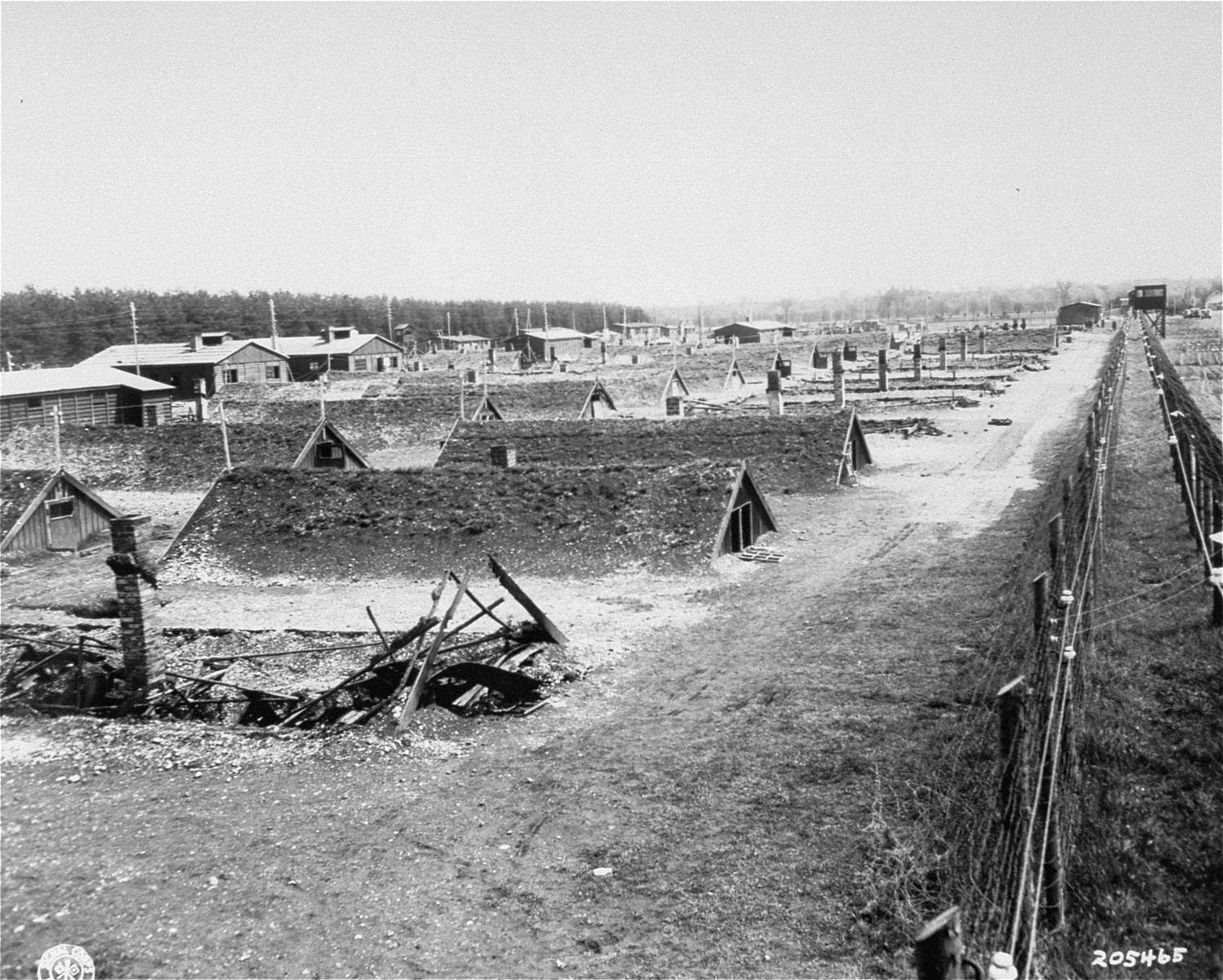
Aarden hutten in commando Kaufering, waarin gevangenen ondergebracht waren

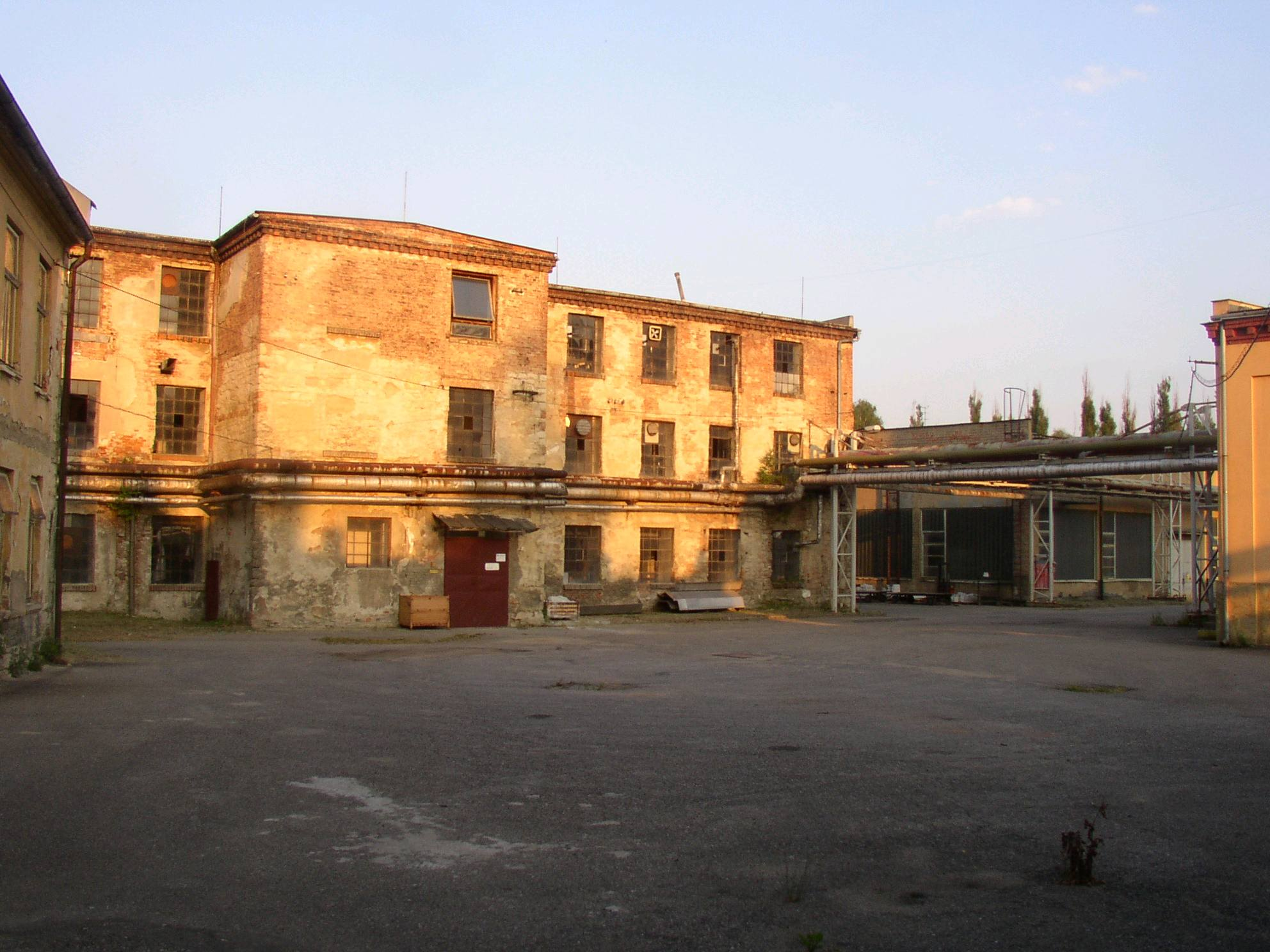
Schindlers vroegere fabriek (2004)

Aan het begin van de oorlog zette de SS gevangenen vooral in de wapenindustrie in. Zij werden provisorisch gehuisvest in verschillende slaapplaatsen, of in andere gevallen liet de SS eigen kampen met wachttorens en hekken inrichten. Veel buitenkampen hadden ruimtelijk eenzelfde structuur als een concentratiekamp. In deze gevallen waren er zowel SS-kampleiders als gevangenen die als taak hadden op de andere gevangenen toe te zien (Lagerälteste of Blockälteste). 
In veel gevallen was de verzorging met levensmiddelen, de sanitaire inrichting en de slaapruimte slechter dan in het concentratiekamp. Maar ook was betere verzorging dan in de concentratiekampen mogelijk, in zoverre de wapenindustrie dat wilde. Het Agfacommando in München-Giesing was in een appartementencomplex ondergebracht dat door een bombardement beschadigd was. De industrieel Oskar Schindler behoedde in zijn wapenfabriek buitenkamp Brünnlitz meer dan 1200 gevangenen voor deportatie en moord en gebruikte daarvoor miljoenen Reichsmarken.

## Basis voor zelfstandig bestuurde concentratiekampen
Buitenkampen ontwikkelden zich in enkele gevallen tot nieuwe, zelfstandige concentratiekampen. Het concentratiekamp Mauthausen begon in augustus 1938 met een eerste gevangenencommando uit Dachau. Ook het concentratiekamp Niederhagen ontstond uit een buitencommando. Mittelbau-Dora was aanvankelijk een buitenkamp van Buchenwald en werd later een zelfstandig concentratiekamp.

## Media

### Film
- Schindlers List, 1993, onderscheiden met zeven Oscars, regisseur Steven Spielberg